# Спутник (кратер)
Спутник (англ. Sputnik) — небольшой марсианский ударный кратер, расположенный на плато Меридиана. Координаты кратера — 2°02′59″ ю. ш. 5°30′09″ з. д. / 2,0499444° ю. ш. 5,5025222° з. д.. Кратер был попутно осмотрен марсоходом «Оппортьюнити» 28-29 сентября 2006 года (952-953 сол), во время того как он занимался изучением кратера Виктория. 25-27 сентября 2008 года (1661-1633 сол), спустя 2 года, «Оппортьюнити» снова проехал рядом с кратером, покидая кратер Виктория и двигаясь в сторону значительно большего кратера Индевор. Диаметр кратера составляет порядка 7 метров. Вокруг и внутри кратера присутствует множество горной породы, которая была выброшена при ударе, сформировавший этот кратер. Крупный кратер Виктория находится совсем рядом с кратером Спутник. Данный кратер находится в 122 м западнее от кратера Эмма Дин, в 332 м от кратера Дельта, в 447 м от кратера Гамма и в 542 м от кратера Бигль. Исследования кратера ограничились его визуальным осмотром (научной ценности не представлял). Во время осмотра кратера «Оппортьюнити» запечатлел облака на марсианском небе.

Кратер Спутник (псевдоцвета, приближенные к истинным), снятый с борта марсохода «Оппортьюнити» 28 сентября 2006 года (952 сол).

Кратер Спутник (псевдоцвета, приближенные к реальным), 27 сентября 2008 года (1663 сол).

|                                                                                                  |                                                                                    |
| Кратер Спутник на снимке с навигационной камеры «Оппортьюнити», 28 сентября 2006 года (952 сол). | Облака на марсианском небе около данного кратера, 29 сентября 2006 года (953 сол). |